# Südwestpokal
Der Südwestpokal (auch: SWFV-Verbandspokal) ist ein Fußballpokalwettbewerb für Amateurmannschaften und Vereine der 3. Liga des Südwestdeutschen Fußballverbandes (SWFV).

## Südwestpokal der Herren
Der Südwestpokal der Herren findet seit der Saison 1973/74 statt und wird seit der Saison 2008/09 offiziell Bitburger-Verbandspokal genannt. Teilnehmer des Verbandspokals der Männer sind die zum SWFV gehörenden Mannschaften der 3. Liga, der Regionalliga Südwest, der Oberliga Rheinland-Pfalz/Saar, der Verbandsliga Südwest, der Landesligen, der Bezirksligen sowie einer Anzahl Mannschaften, die sich in den Kreisen qualifizieren.
Mit der Neuordnung des Männer-Ligensystems im Sommer 2008 (Einführung der 3. Liga) dürfen zweite Mannschaften von Männer-Profivereinen (Erste und Zweite Bundesliga) nicht mehr am DFB-Pokal teilnehmen. Somit nahm 2008 nicht der Pokalsieger 1. FC Kaiserslautern II am DFB-Pokal teil, sondern Finalgegner SV Niederauerbach-Zweibrücken. Seit der Saison 2009/10 dürfen zweite Mannschaften nicht mehr am Verbandspokal teilnehmen.
Der Verbandspokalsieger qualifiziert sich als Teilnehmer des Verbandes am DFB-Pokal.
Rekordpokalsieger ist der 1. FSV Mainz 05 mit 8 Siegen, von denen 5 Titel durch die zweite Mannschaft errungen wurden. Letzteres gelang am Stück in den Jahren 2001 bis 2005.

### Verbandspokalsieger der Herren (seit 1973/74)
| Saison  | Sieger                        |
| ------- | ----------------------------- |
| 1973/74 | FC Rodalben                   |
| 1974/75 | ASV Landau                    |
| 1975/76 | VfR Wormatia Worms            |
| 1976/77 | SG Eintracht Bad Kreuznach    |
| 1977/78 | SG Eintracht Bad Kreuznach    |
| 1978/79 | 1. FC Kaiserslautern Amateure |
| 1979/80 | 1. FSV Mainz 05               |
| 1980/81 | Hassia Bingen                 |
| 1981/82 | 1. FSV Mainz 05               |
| 1982/83 | Hassia Bingen                 |
| 1983/84 | SV Südwest Ludwigshafen       |
| 1984/85 | SC Birkenfeld                 |
| 1985/86 | 1. FSV Mainz 05               |
| 1986/87 | SV Südwest Ludwigshafen       |
| 1987/88 | VfR Wormatia Worms            |
| 1988/89 | TSG Pfeddersheim              |
| 1989/90 | SV Südwest Ludwigshafen       |
| 1990/91 | SV Viktoria Herxheim          |
| 1991/92 | VfR Wormatia Worms            |
| 1992/93 | TSG Pfeddersheim              |

| Saison  | Sieger                        |
| ------- | ----------------------------- |
| 1993/94 | SV Edenkoben                  |
| 1994/95 | TSG Pfeddersheim              |
| 1995/96 | TSG Pfeddersheim              |
| 1996/97 | 1. FC Kaiserslautern Amateure |
| 1997/98 | SC Idar-Oberstein             |
| 1998/99 | FK Pirmasens                  |
| 1999/00 | TSG Pfeddersheim              |
| 2000/01 | 1. FSV Mainz 05 Amateure      |
| 2001/02 | 1. FSV Mainz 05 Amateure      |
| 2002/03 | 1. FSV Mainz 05 Amateure      |
| 2003/04 | 1. FSV Mainz 05 Amateure      |
| 2004/05 | 1. FSV Mainz 05 Amateure      |
| 2005/06 | FK Pirmasens                  |
| 2006/07 | VfR Wormatia Worms            |
| 2007/08 | 1. FC Kaiserslautern II       |
| 2008/09 | VfR Wormatia Worms            |
| 2009/10 | FK Pirmasens                  |
| 2010/11 | SVN Zweibrücken               |
| 2011/12 | VfR Wormatia Worms            |
| 2012/13 | TSG Pfeddersheim              |

| Saison  | Sieger                     |
| ------- | -------------------------- |
| 2013/14 | SV Alemannia Waldalgesheim |
| 2014/15 | FK Pirmasens               |
| 2015/16 | SC Hauenstein              |
| 2016/17 | SV Morlautern              |
| 2017/18 | VfR Wormatia Worms         |
| 2018/19 | 1. FC Kaiserslautern       |
| 2019/20 | 1. FC Kaiserslautern       |
| 2020/21 | abgebrochen                |
| 2021/22 | TSV Schott Mainz           |
| 2022/23 | TSV Schott Mainz           |
| 2023/24 | TSV Schott Mainz           |
| 2024/25 | FK Pirmasens               |

### Finalpaarungen der Herren
| Saison  | Sieger                        | Ergebnis    | Gegner                        | Austragungsort            | Zuschauer   |
| 1996/97 | 1. FC Kaiserslautern Amateure | 2:1         | Viktoria Herxheim             |                           |             |
| 1997/98 | SC Idar-Oberstein             | 6:0         | Südwest Ludwigshafen          | Enkenbach-Alsenborn       | 0650        |
| 1998/99 | FK Pirmasens                  | 4:1         | Wormatia Worms                | Enkenbach-Alsenborn       | 1500        |
| 1999/00 | TSG Pfeddersheim              | 4:2 n. E.   | 1. FC Kaiserslautern Amateure | Neustadt a. d. Weinstraße |             |
| 2000/01 | 1. FSV Mainz 05 Amateure      | 1:0         | VfR Grünstadt                 | Bad Kreuznach             | 0400        |
| 2001/02 | 1. FSV Mainz 05 Amateure      | 3:0         | 1. FC Kaiserslautern Amateure | Alzey                     | 1500        |
| 2002/03 | 1. FSV Mainz 05 Amateure      | 1:0         | 1. FC Kaiserslautern Amateure | Worms                     | 0800        |
| 2003/04 | 1. FSV Mainz 05 Amateure      | 3:1         | SC Hauenstein                 | Ludwigshafen              | 0400        |
| 2004/05 | 1. FSV Mainz 05 Amateure      | 2:0         | SC Hauenstein                 | Grünstadt                 | 0600        |
| 2005/06 | FK Pirmasens                  | 2:1         | 1. FSV Mainz 05 II            | Alzey                     | 1150        |
| 2006/07 | Wormatia Worms                | 1:0         | 1. FC Kaiserslautern II       | Ludwigshafen              | 3700        |
| 2007/08 | 1. FC Kaiserslautern II       | 2:1         | SV Niederauerbach             | Pirmasens                 | 1100        |
| 2008/09 | Wormatia Worms                | 5:1         | FSV Oggersheim                | Ludwigshafen              | 3300        |
| 2009/10 | FK Pirmasens                  | 3:0         | FV Dudenhofen                 | Offenbach an der Queich   |             |
| 2010/11 | SVN Zweibrücken               | 2:1 n. V.   | SC Idar-Oberstein             | Rockenhausen              | 0900        |
| 2011/12 | Wormatia Worms                | 4:1         | FK Pirmasens                  | Idar-Oberstein            | 1500        |
| 2012/13 | TSG Pfeddersheim              | 7:6 n. E.   | Arminia Ludwigshafen          | Bobenheim-Roxheim         | 1400        |
| 2013/14 | Alemannia Waldalgesheim       | 1:0         | SVN Zweibrücken               | Mehlingen                 | 1005        |
| 2014/15 | FK Pirmasens                  | 1:0 n. V.   | FV Dudenhofen                 | Offenbach an der Queich   | 2500        |
| 2015/16 | SC Hauenstein                 | 2:1 n. V.   | TSV Schott Mainz              | Mechtersheim              | 1002        |
| 2016/17 | SV Morlautern                 | 2:1         | Wormatia Worms                | Pirmasens                 | 2410        |
| 2017/18 | Wormatia Worms                | 3:1 n. V.   | Alemannia Waldalgesheim       | Worms                     | 3393        |
| 2018/19 | 1. FC Kaiserslautern          | 2:1         | Wormatia Worms                | Pirmasens                 | 7343        |
| 2019/20 | 1. FC Kaiserslautern          | 5:3 n. E.   | SV Alemannia Waldalgesheim    | Pirmasens                 | 400         |
| 2020/21 | abgebrochen                   | abgebrochen | abgebrochen                   | abgebrochen               | abgebrochen |
| 2021/22 | TSV Schott Mainz              | 3:0         | FK Pirmasens                  | Weingarten                | 1008        |
| 2022/23 | TSV Schott Mainz              | 5:4 n. E.   | Wormatia Worms                | Pirmasens                 | 1373        |
| 2023/24 | TSV Schott Mainz              | 4:1         | SV Gonsenheim                 | Ingelheim                 | 2182        |
| 2024/25 | FK Pirmasens                  | 2:1         | TSV Schott Mainz              | Weingarten (Pfalz)        | 1628        |

### Rangliste der Herren
| Rang | Verein                     | Siege | Jahr(e)                                                  |
| --- | -------------------------- | ----- | -------------------------------------------------------- |
| 1 | 1. FSV Mainz 05            | 8     | 1980, 1982, 1986, 2001 1, 2002 1, 2003 1, 2004 1, 2005 1 |
| 2 | Wormatia Worms             | 7     | 1976, 1988, 1992, 2007, 2009, 2012, 2018                 |
| 3 | TSG Pfeddersheim           | 6     | 1989, 1993, 1995, 1996, 2000, 2013                       |
| 4 | 1. FC Kaiserslautern       | 5     | 1979 2, 1997 2, 2008 2, 2019, 2020                       |
| 4 | FK Pirmasens               | 5     | 1999, 2006, 2010, 2015, 2025                             |
| 6 | SV Südwest Ludwigshafen    | 3     | 1984, 1987, 1990                                         |
| 6 | TSV Schott Mainz           | 3     | 2022, 2023, 2024                                         |
| 8 | Eintracht Bad Kreuznach    | 2     | 1977, 1978                                               |
| 8 | Hassia Bingen              | 2     | 1981, 1983                                               |
| 10 | SC Birkenfeld              | 1     | 1985                                                     |
| 10 | SV Edenkoben               | 1     | 1994                                                     |
| 10 | SC Hauenstein              | 1     | 2016                                                     |
| 10 | SV Viktoria Herxheim       | 1     | 1991                                                     |
| 10 | SC 07 Idar-Oberstein       | 1     | 1998                                                     |
| 10 | ASV Landau                 | 1     | 1975                                                     |
| 10 | SV Morlautern              | 1     | 2017                                                     |
| 10 | FC Rodalben                | 1     | 1974                                                     |
| 10 | SV Alemannia Waldalgesheim | 1     | 2014                                                     |
| 10 | SVN Zweibrücken            | 1     | 2011                                                     |
| 1 Die Titel in den Jahren 2001 bis 2005 wurden von der 2. Mannschaft, den 1. FSV Mainz 05 Amateuren, gewonnen. 2 Die Titel in den Jahren 1979, 1997 und 2008 wurden von der 2. Mannschaft des 1. FC Kaiserslautern, 0.den 1. FC Kaiserslautern Amateuren bzw. 1. FC Kaiserslautern II, gewonnen. |                            |       |                                                          |

## Südwestpokal der Frauen
Der Südwestpokal der Frauen findet seit der Saison 1977/78 statt. Rekordpokalsieger bei den Frauen ist der 1. FFC 08 Niederkirchen, der bisher 17 Mal den Titel gewinnen konnte. Davon erfolgten 13 Pokalsiege jedoch noch durch den Vorgängerverein „TuS Niederkirchen“, wovon einer wiederum durch dessen 2. Mannschaft erlangt wurde.

### Verbandspokalsieger der Frauen (seit 1977/78)
| Saison  | Sieger                     |
| ------- | -------------------------- |
| 1977/78 | TuS Niederkirchen          |
| 1978/79 | TuS Niederkirchen          |
| 1979/80 | TuS Wörrstadt              |
| 1980/81 | TuS Wörrstadt              |
| 1981/82 | TuS Niederkirchen          |
| 1982/83 | TuS Niederkirchen          |
| 1983/84 | TuS Niederkirchen          |
| 1984/85 | TuS Niederkirchen          |
| 1985/86 | TuS Niederkirchen          |
| 1986/87 | TuS Wörrstadt              |
| 1987/88 | TuS Wörrstadt              |
| 1988/89 | TuS Wörrstadt              |
| 1989/90 | TuS Wörrstadt              |
| 1990/91 | TuS Wörrstadt              |
| 1991/92 | SC Siegelbach              |
| 1992/93 | SC Siegelbach              |
| 1993/94 | DSG Breitenthal/Oberhausen |
| 1994/95 | SC Siegelbach              |
| 1995/96 | SC Siegelbach              |
| 1996/97 | SpVgg Rehweiler/Matzenbach |
| 1997/98 | SC Siegelbach              |
| 1998/99 | SV RW Göcklingen           |
| 1999/00 | SpVgg Rehweiler/Matzenbach |
| 2000/01 | TuS Niederkirchen          |
| 2001/02 | TuS Niederkirchen          |
| 2002/03 | TuS Niederkirchen II       |
| 2003/04 | TuS Niederkirchen          |
| 2004/05 | TuS Niederkirchen          |
| 2005/06 | SC Siegelbach              |
| 2006/07 | SpVgg Rehweiler/Matzenb.   |

| Saison  | Sieger                  |
| ------- | ----------------------- |
| 2007/08 | TuS Niederkirchen       |
| 2008/09 | 1. FFC 08 Niederkirchen |
| 2009/10 | 1. FFC 08 Niederkirchen |
| 2010/11 | SV RW Göcklingen        |
| 2011/12 | TSV Schott Mainz        |
| 2012/13 | TSV Schott Mainz        |
| 2013/14 | TSV Schott Mainz        |
| 2014/15 | TSV Schott Mainz        |
| 2015/16 | 1. FFC 08 Niederkirchen |
| 2016/17 | SC Siegelbach           |
| 2017/18 | TuS Wörrstadt           |
| 2018/19 | TuS Wörrstadt           |
| 2019/20 | abgebrochen             |
| 2020/21 | abgebrochen             |
| 2021/22 | 1. FFC 08 Niederkirchen |
| 2022/23 | TSV Schott Mainz        |
| 2023/24 | 1. FSV Mainz 05         |
| 2024/25 | 1. FSV Mainz 05         |

### Rangliste der Frauen
| Rang | Verein                     | Siege | Jahr(e)                                                                                              |
| --- | -------------------------- | ----- | --- |
| 1 | 1. FFC 08 Niederkirchen 1  | 17    | 1978, 1979, 1982, 1983, 1984, 1985, 1986, 2001, 2002, 2003, 2004, 2005, 2008, 2009, 2010, 2016, 2022 |
| 2 | TuS Wörrstadt              | 9     | 1980, 1981, 1987, 1988, 1989, 1990, 1991, 2018, 2019                                                 |
| 3 | SC Siegelbach              | 7     | 1992, 1993, 1995, 1996, 1998, 2006, 2017                                                             |
| 3 | 1. FSV Mainz 05 2          | 7     | 2012, 2013, 2014, 2015, 2023, 2024, 2025                                                             |
| 5 | SpVgg Rehweiler-Matzenbach | 3     | 1997, 2000, 2007                                                                                     |
| 6 | FFV Fortuna Göcklingen 3   | 2     | 1999, 2011                                                                                           |
| 7 | DSG Breitenthal '95 4      | 1     | 1994                                                                                                 |
| 1 Die Titel bis 2008 wurden vom Vorgängerverein, dem TuS Niederkirchen (), bzw. der Titel im Jahre 2003 von dessen 2. Mannschaft, gewonnen. 2 Die Titel bis 2023 wurden noch als Frauenmannschaft des TSV Schott Mainz gewonnen. Ab Sommer 2023 nimmt diese Frauenmannschaft als Team von Mainz 05 am Spielbetrieb teil. 3 Die beiden Titel in den Jahren 1999 und 2011 wurden vom Vorgängerverein, dem SV Rot-Weiß Göcklingen gewonnen. 4 Der Titel im Jahre 1994 wurde noch unter dem Namen DSG Breitenthal/Oberhausen gewonnen. |                            |       | |